# Celso Cardoso
Celso Cardoso (São Paulo, 29 de junho de 1968) é um jornalista, cantor e compositor brasileiro. 
Foi chefe de reportagem do departamento de esportes e apresentador na TV Gazeta. Atualmente é comentarista esportivo na rádio 105FM de Jundiaí e do streaming Paramount+. 
Além de speaker, é coach-vocal de novos palestrantes e pessoas interessadas em aprimorar a comunicação oral. Também realiza oficinas de voz para empresas com o objetivo de promover a melhora da comunicação e da oratória.

## Biografia
É formado em jornalismo pela Universidade Metodista de São Bernardo do Campo e pós-graduado em Teoria e Prática da Comunicação pela Faculdade Cásper Líbero.
Iniciou carreira como locutor, aos 17 anos, gravando comerciais na Decson Publicidade, em Ribeirão Preto. Em julho de 1987, foi contratado pela Rádio Diário FM, da mesma cidade.
Aprovado no vestibular de Jornalismo do Instituto Metodista de Ensino Superior, em 1988, voltou a São Paulo e se tornou locutor da FM 97 Rock, de Santo André. Três meses mais tarde, foi convidado para trabalhar na Antena 1, onde permaneceu até 1993. Em 1990, entrou para a equipe de jornalismo da Rádio Capital onde atuou como locutor e repórter até outubro de 1991.
Em novembro do mesmo ano, foi contratado pela TV Gazeta, para produzir o Jornal Gazeta Nacional. Em 1992, o jornalista foi promovido para a reportagem e, em 1998, foi efetivado na apresentação do programa Gazeta Esportiva. Em 2000, assumiu a edição e apresentação da Editoria de Esportes do Jornal da Gazeta, ancorado pela jornalista Maria Lydia Flândoli. Foi âncora do Programa Mesa Redonda Nova Geração, em 2002. Na Rádio Gazeta AM, participou da apresentação do programa Disparada no Esporte em 2005 e 2006.
Em 2020, passou a fazer parte da equipe esportiva da rádio 105 FM.
Em 17 de fevereiro de 2023, ele anunciou sua saída da Gazeta. Em 11 de abril de 2023, acertou com a plataforma de streaming Paramount+, para cobertura da Copa Libertadores e da Copa Sul-americana.
Como professor, foi docente de prática de locução da Radioficina, em 1991 e no Senac, no período entre 1992 e 1998. Professor do Curso de Locução para Telejornal na Faculdade Cásper Líbero de 2003 à 2023 e professor do curso de Pós Graduação em Jornalismo Esportivo da Faculdade Cásper Líbero entre 2021 e 2023. Na Insperiencia, foi speaker de comunicação e mentor vocal entre 2016 e 2023. 
Em fevereiro de 2024 lançou a Escola de Comunicação Celso Cardoso. 

## Carreira musical
Na música, sua grande paixão, Celso Cardoso se destacou em 2008. Realizou 25 shows e cantou em palcos tradicionais de São Paulo como Crowne Plaza, Centro Cultural, Villaggio Café, Barracuda e Na Mata, entre outros.
Em abril de 2009, lançou seu primeiro CD, o álbum Deixa Acontecer, com produção do guitarrista Marcos Kleine. O trombonista Bocato e o baixista norte-americano Victor Rice fazem participações especiais. Bocato dá um ar sofisticado para a releitura de "Flores do Mal" (Barão Vermelho) e Victor toca violoncelo em "O Pior Que Existe em Mim", música inédita do compositor carioca Leoni, que assina outras três composições do álbum. Em Deixa Acontecer, Celso também interpreta música inédita de Pit Passarell, do Viper, além de apresentar uma parceria com Wayne Hussey (líder e vocalista da banda inglesa The Mission UK), em faixa que dá título ao CD. Wayne compôs a música especialmente para o primeiro trabalho musical de Celso Cardoso, a quem coube escrever a letra. O álbum de estreia também apresenta releituras de hits de Cássia Eller ("Nós") e Golpe de Estado ("Noite de Balada"). Nos shows, Celso está acompanhado da banda "Os Impossíveis" (Marcos Kleine na guitarra, Mingau no baixo e Caio Mancini na bateria).
O Outro Lado é o segundo álbum da carreira musical de Celso Cardoso, lançado em maio de 2015. "Cala a Boca, Maradona", música de Mário Fabre, baterista dos Titãs foi o primeiro single do disco, lançado na ocasião da Copa do Mundo de 2014. "Sete Cidades", releitura da Legião Urbana foi o segundo single lançado. 
Em Outro Lado, Celso revela com maior ênfase seu lado compositor. É o autor das letras de seis das treze músicas gravadas. Em "Olhos Vendados", por exemplo, divide a autoria com Thedy Correa (Nenhum de Nós) que também participa cantando a canção. A balada "Um Dia Talvez" tem como parceiro Edu Falaschi. Com o tecladista Zé Ruivo e com o baixista Mingau (Ultraje a Rigor) escreveu "Antes que o Mundo Acabe" um rock vigoroso com a participação especialíssima de Mário Fabre. Marcos Kleine é parceiro em "Nem Tudo é o Que Parece Ser". E no ritmo do rock`n`roll, Celso também escreveu "Sempre Mais" e "Eu Quero Ficar Só". 
Além de músicas próprias, Celso Cardoso regravou "Tudo é Possível" de Kiko Zambianchi, "Cada Lugar" do Nenhum de Nós e "Maluca" de Kléber Albuquerque.   

### Álbuns
- Deixa Acontecer (2009)
- O Outro Lado (2015)

## Ligações Externas
- «Sítio oficial»
- Celso Cardoso no Facebook
- Celso Cardoso no Instagram
- Celso Cardoso no X